# شمس پهلوی

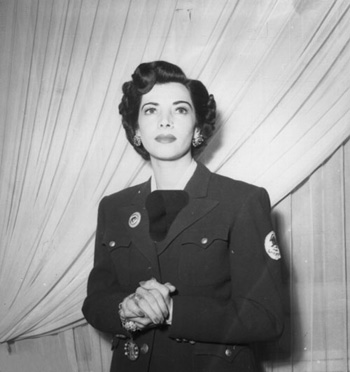
شاهدخت شمس پهلوی در جوانی با لباس رسمی

شَمسِ پهلوی (۶ آبان ۱۲۹۶ – ۱۰ اسفند ۱۳۷۴) (با عنوان سلطنتیِ والاحضرت شاه‌دُخت شمس پهلوی) شاهزاده ایرانی از خاندان پهلوی و خواهر بزرگتر محمدرضا پهلوی، آخرین شاه ایران بود. او در تهران به دنیا آمد و دختر رضا شاه و تاج‌المُلک بود. شمس در دوران سلطنت برادرش به عنوان رئیس جمعیت شیر و خورشید سرخ فعالیت می‌کرد.
در سال ۱۳۱۱، او ریاست دومین کنگره زنان شرقی را در تهران بر عهده داشت. در ۱۸ دی ۱۳۱۵، او در مراسم نمادین لغو حجاب شرکت کرد که رویدادی مهم در تلاش‌های شاه برای مدرن‌سازی جامعه ایرانی بود. شمس در سال ۱۳۱۶ به ازدواج فریدون جم درآمد، اما این ازدواج ناموفق بود و پس از مرگ رضا شاه، به سرعت به طلاق انجامید.
پس از اشغال ایران توسط بریتانیا و شوروی در سال ۱۳۲۰، شمس به همراه پدرش به تبعید در موریس و سپس آفریقای جنوبی رفت.
پس از کودتای ۱۳۳۲ که سلطنت برادرش را دوباره برقرار کرد، او پروفایل عمومی پایینی را حفظ کرد و بر روی مدیریت ثروت به ارث رسیده‌اش تمرکز کرد. در اواخر دهه ۱۹۶۰، او ساخت کاخ مروارید را در نزدیکی کرج سفارش داد. پس از انقلاب ایران، او به سانتا باربارا، کالیفرنیا نقل مکان کرد و تا زمان مرگش به دلیل سرطان در سال ۱۳۷۴ در آنجا زندگی کرد. شمس همچنین در سازمان‌های خیریه مختلفی فعالیت داشت و به عنوان رئیس افتخاری بیمارستان حمایت از کودکان بی‌سرپرست و جامعه جلوگیری از خشونت علیه حیوانات خدمت کرد.

## نوجوانی و ازدواج

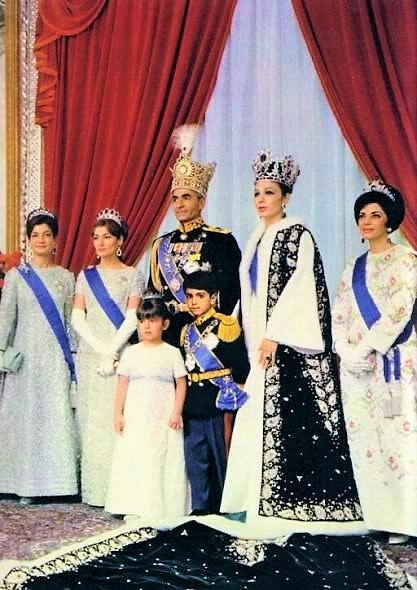
شاهزاده شمس پهلوی؛ نفر اول از سمت راست در تاج‌گذاری محمدرضا پهلوی ۴ آبان ۱۳۴۶
به ترتیب از چپ: اشرف، شهناز، محمدرضا، فرحناز، رضا، فرح، شمس

او پس از سپری کردن تحصیلات رایج در آن زمان، در سال ۱۳۱۶ (خورشیدی) با فریدون جم فرزند محمود جم (وزیر و نخست‌وزیر دودمان‌های قاجار و پهلوی) ازدواج کرد. اما پس از استعفای رضاشاه از پادشاهی، در سال ۱۳۲۳ (خورشیدی) از فریدون جم جدا شد. چندی بعد با عزت‌الله مین‌باشیان آشنا شد و در سال ۱۳۲۴ (خورشیدی) در قاهره مصر با او ازدواج کرد. همسر جدید او نام و نام خانوادگی خود را به «مِهْرداد پَهْلبُد» تغییر داد. مهرداد پهلبد در سال ۱۳۴۳ (خورشیدی) به وزارت فرهنگ و هنر رسید و به مدت ۱۵ سال تا هنگام انقلاب ۱۳۵۷ ایران در این سمت باقی‌ماند.

## فعالیت‌ها
شمس در زمان سلطنت برادرش محمدرضا شاه پهلوی، ریاست جمعیت شیر و خورشید سرخ ایران را بر عهده داشت. او سی سال برای تبدیل این سازمان به بزرگ‌ترین سازمان خیریه در ایران تلاش کرد. در طول دوره رهبری او، این جمعیت از صدها بیمارستان و یتیم خانه، فعالیت‌های جوانان و پاسخ به حوادث غیرمترقبه حمایت کرد. شمس همچنین ریاست افتخاری جامعه پیشگیری از ظلم به حیوانات و بیمارستان حفاظت از کودکان محروم در ایران را بر عهده داشت و از کمک کننده‌های مالی عمده به آنها بود.
وی ریاست کانون بانوان ایران را بر عهده داشت که در اردیبهشت سال ۱۳۱۴ (خورشیدی) توسط رضاشاه، برای پیشبرد و اجرای اهداف خود در خصوص کشف حجاب ایجاد شده بود.

## خروج از ایران
با بالا گرفتن اعتراضات ۱۳۵۷ ایران، به همراه همسر و مادر سالخورده و بیمار خود از ایران خارج شد. آنان مدتی را در کشور ترینیداد و توباگو گذراندند و سپس وارد ایالات متحدهٔ آمریکا شدند. شمس و خانواده‌اش از سال ۱۳۶۳ (۱۹۸۴ میلادی) تا زمان مرگ در سانتا باربارا، کالیفرنیا زندگی کرد.

## درگذشت
شمس پهلوی در ۱۰ اسفند ۱۳۷۴ (خورشیدی) در ۷۸سالگی درگذشت. او در شهر سانتا باربارا، کالیفرنیا به خاک سپرده شد.

## زندگی شخصی

### فرزندان
نتیجه ازدواج شمس و مهرداد پهلبد، سه فرزند به نام‌های شهباز، شهیار و شهرآزاد بود.

### گرایش به مسیحیت
شمس پهلوی در اوایل دههٔ ۱۹۵۰ در مصر بود و در آنجا تغییر دین داد و به مسیحیت گرویدو در سال ۱۳۵۲ (خورشیدی) یک کلیسای اختصاصی در کاخ خود (کاخ مروارید) ساخت و به آیین مسیحیت کاتولیک درآمد. پس از وی همسر و فرزندانش نیز کاتولیک شدند. او بارها به ایتالیا و واتیکان سفر کرد و با رهبران مسیحی دیدار نمود. او کاتولیکی باایمان شده بود، در تجمل می‌زیست، و در سیاست دخالتی نمی‌کرد.

### کاخ مروارید

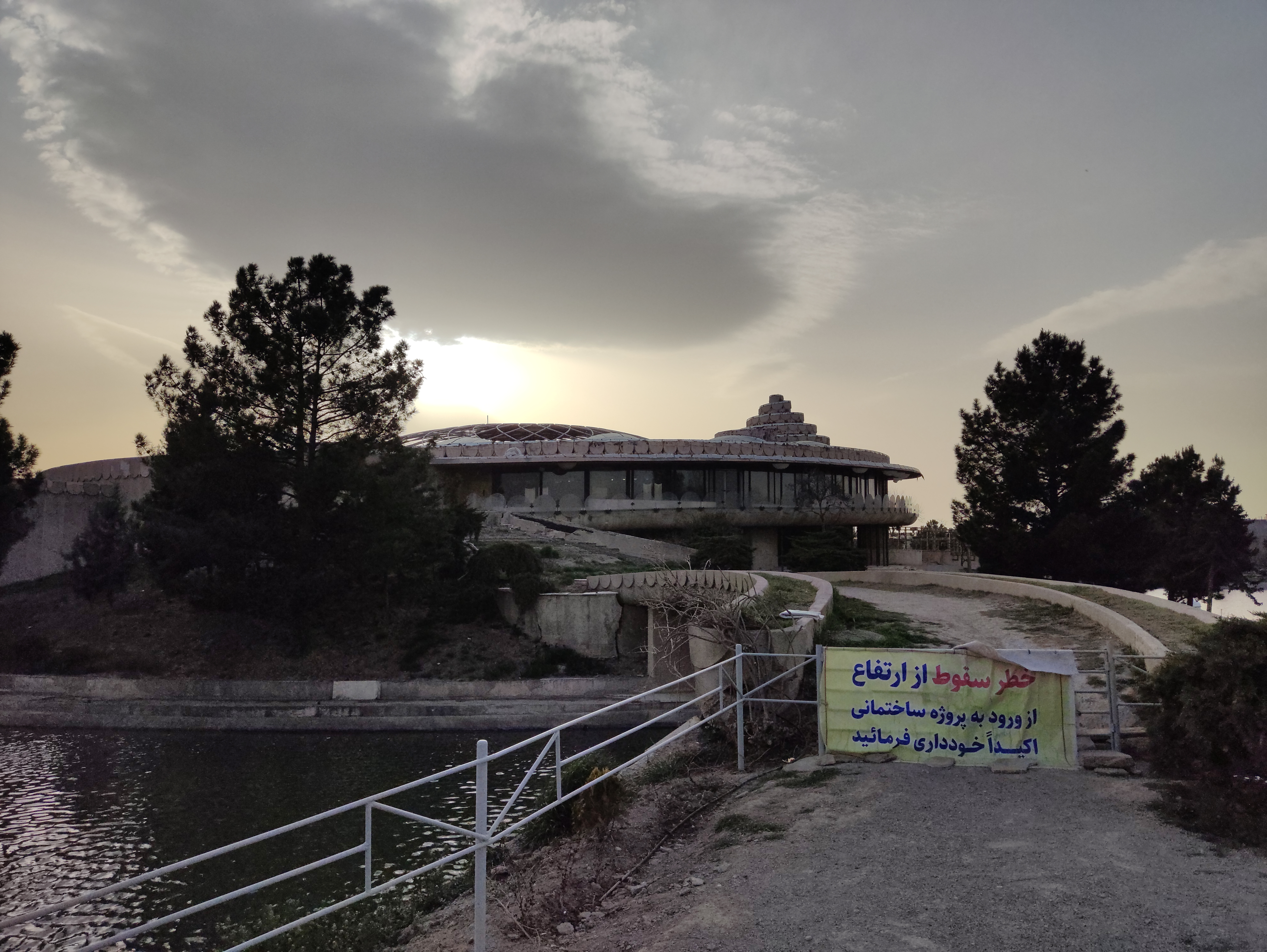
خانه و کاخ مروارید یکی از مدرن ترین کاخ های دوران مدرنیته ی دوران پهلوی مطلق به شاهدخت شمس واقع در مهرشهر کرج که در حال حاضر خرابه ای به به چشم میخورد.

او در کاخی در مهرشهر کرج به نام کاخ مروارید زندگی می‌کرد. این کاخ یکی از نمونه‌های برتر هنر معماری در ایران است. این ساختمان به دست ویلیام وسلی پیترز طراحی و بنیاد فرانک لوید رایت به هزینهٔ یک میلیون دلار آمریکا ساخته شد.

## نگارخانه

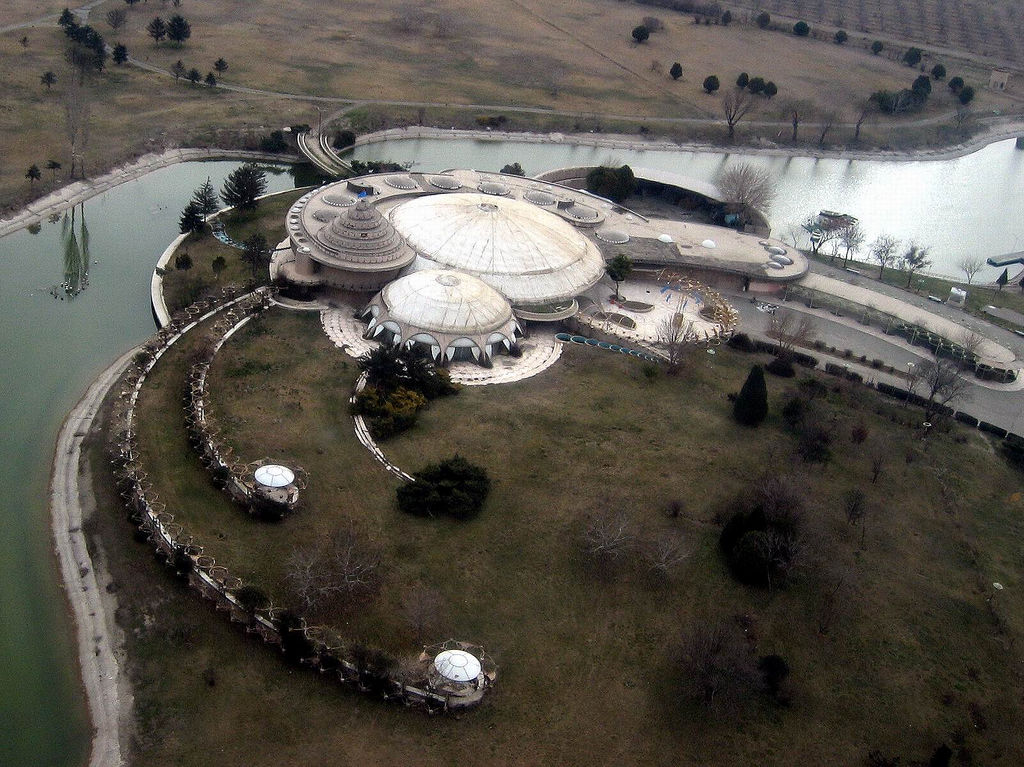
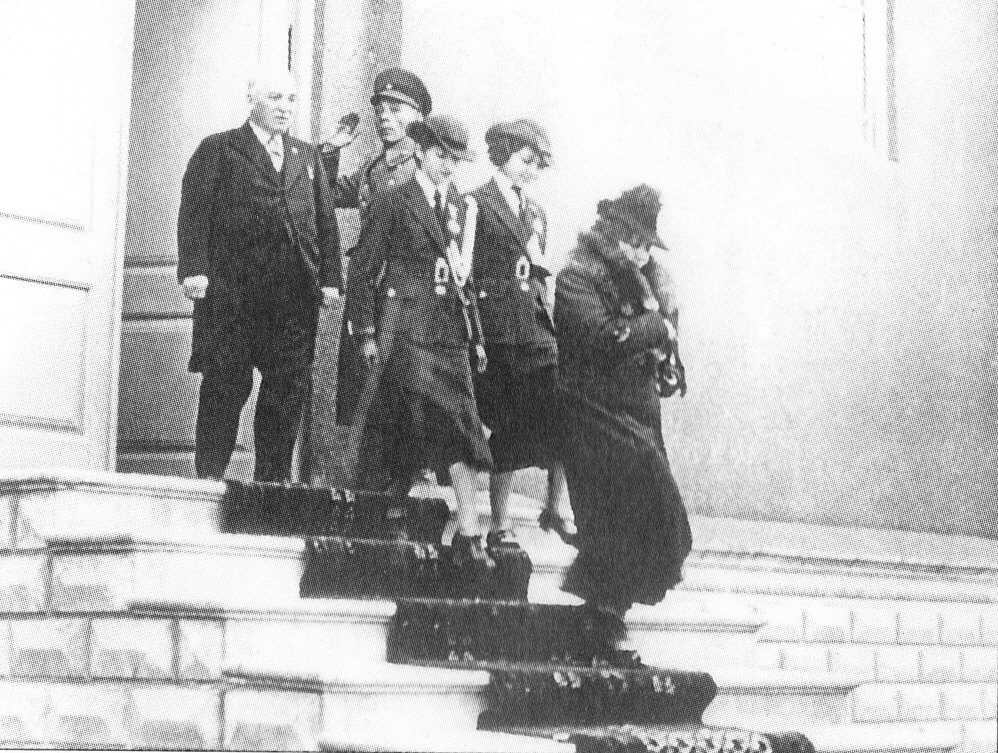
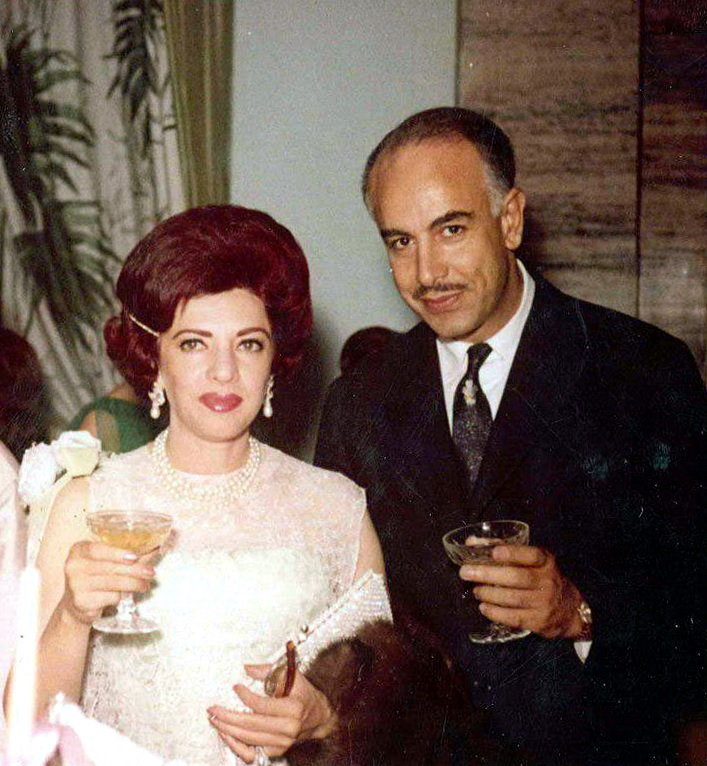

- از راست: رضاشاه، شمس و علیرضا پهلوی در تبعید در ژوهانسبورگ آفریقای جنوبی، احتمالاً ۱۳۲۳ (خورشیدی)
- کاخ شمس در مهرشهر کرج
- شمس پهلوی در وسط، محمد ظاهرشاه، پادشاه وقت افغانستان (دودمان بارکزای) و همسرش ملکه حمیرا در راست، ۲۸ شهریور ۱۳۴۲ تهران
- در روز ۱۷ دی ۱۳۱۴ تاج‌الملوک آیرُملو، همسر رضاشاه، و دخترانشان شمس و اشرف بدون حجاب به دانشسرای تربیت معلم رفتند. این نخستین بار بود که خانوادهٔ شاه بدون حجاب و روبنده در مجمعی عمومی ظاهر می‌شدند.
از نزدیکان رضاشاه نقل شده است که فرمان کشف حجاب برای رضاشاه دردآور بود، اما برای اعتلای زنان ایرانی این فرمان را ضروری می‌دانست.[۱۴]
- شمس پهلوی به همراه همسرش مهرداد پَهْلبُد